# Marta Inés Baldini
Marta Inés Baldini fue una arqueóloga argentina, investigadora científica especialista en las culturas prehispánicas del Noroeste argentino, principalmente la cultura Aguada, así como los cementerios patrimoniales.

## Biografía
Marta Inés Baldini estudió la carrera de Antropología en la Facultad de Ciencias Naturales de la Universidad Nacional de La Plata, especializándose primeramente en la arqueología cerámica y mortuoria del Noroeste argentino, y en los últimos años de su carrera, en el estudio del Cementerio de La Plata.
Inició sus estudios en 1967, recibiéndose durante la década de 1970. Entre esos años y la década de 1980 realizó varios trabajos de campo e investigaciones en diversas partes del Noroeste argentino junto con Alberto Rex González, quien es considerado «el padre de la arqueología argentina». También fue docente en la Facultad de Ciencias Naturales y Museo, en la cátedra de Arqueología Americana, y los últimos años en la materia Arte, Tecnología y Antropología. Llegó a ser investigadora principal del CONICET, con lugar de trabajo en el Museo Etnográfico “Juan B. Ambrosetti”.
Durante su etapa como estudiante durante la década de 1970, al igual que su hermana Lidia (también antropóloga), fue una activa militante de la Juventud Universitaria Peronista (JUP). Ambas fueron secuestradas por las fuerzas represivas en julio de 1976, y probablemente estuvieron desaparecidas en la Comisaría 9 de La Plata y el regimiento de Arana. Al tiempo fueron liberadas en la parte de atrás del cementerio de la misma ciudad.
Falleció el domingo 13 de octubre de 2019.

## Publicaciones seleccionadas
- Baldini, Marta Inés. (2011). Entierros significativos del cementerio Aguada orilla Norte (Período Medio, Noroeste Argentino). Cuadernos de la Facultad de Humanidades y Ciencias Sociales, 40: 43-60.
- Baldini, Marta Inés y Sempe, Carlota. (2011). Iconos del ritual mortuorio como indicadores de cambios y resignificaciones. Cuadernos de la Facultad de Humanidades y Ciencias Sociales, 40: 61-78.

- Baldini, Marta Inés, Carbonari, Jorge, Cieza, Gervasio, De Feo, María Eugenia, del Castillo, María Florencia, Figini, Aníbal, González, Alberto Rex, Huarte, Roberto, Togo, José. (2002). Primer análisis de la cronología obtenida en el sitio Choya 68 (Depto. de Capayán, Provincia de Catamarca, Argentina). Estudios Atacameños, 24: 71-82,

- González, Alberto Rex y Baldini, Marta Inés. (1999). Un nuevo estilo arqueológico del noroeste argentino. Descripción: ¿Etapa perimida o necesidad en la Arqueología? Archivado el 19 de julio de 2021 en Wayback Machine. Relaciones de la Sociedad Argentina de Antropología, XXIV: 29-58.